# 1ª Divisão 1968 (hockey su pista)
La 1ª Divisão 1968 è stata la 28ª edizione del torneo di primo livello del campionato portoghese di hockey su pista. La manifestazione fu disputata tra il 5 luglio e il 27 novembre 1968. Il titolo è stato conquistato dal Benfica per la nona volta nella sua storia.

## Stagione

### Formula
La 1ª Divisão 1968 vide ai nastri di partenza trentuno club divisi in gironi regionali; ogni girone fu organizzato con un girone all'italiana, con gare di andata e ritorno. Erano assegnati tre punti per l'incontro vinto e due punti a testa per l'incontro pareggiato, mentre ne era attribuito uno solo per la sconfitta. Al termine della prima fase le migliori otto squadre si qualificarono alla fase finale; la vincitrice venne proclamata campione del Portogallo.

## Campeonato metropolitano

### Zona Norte

#### Regional do Porto
|  | Pos. | Squadra             | Pt | G  | V | N | P | GF | GS | DR |
|  | ---- | ------------------- | -- | -- | - | - | - | -- | -- | -- |
|  | 1.   | Valongo             | ?  | 22 |   |   |   |    |    |    |
|  | 2.   | Porto               | ?  | 22 |   |   |   |    |    |    |
|  | 3.   | Académica           | ?  | 22 |   |   |   |    |    |    |
|  | 4.   | Infante de Sagres   | ?  | 22 |   |   |   |    |    |    |
|  | 5.   | Carvalhos           | ?  | 22 |   |   |   |    |    |    |
|  | 6.   | Espinho             | ?  | 22 |   |   |   |    |    |    |
|  | 7.   | ?                   | ?  | 22 |   |   |   |    |    |    |
|  | 8.   | ?                   | ?  | 22 |   |   |   |    |    |    |
|  | 9.   | ?                   | ?  | 22 |   |   |   |    |    |    |
|  | 10.  | ?                   | ?  | 22 |   |   |   |    |    |    |
|  | 11.  | Fundação Nortecoope | ?  | 22 |   |   |   |    |    |    |
|  | 12.  | Fanzeres            | ?  | 22 |   |   |   |    |    |    |

Legenda:
  Qualificato alla fase finale del campeonato metropolitano.
  Qualificato ai play-off.
      Retrocesse in 2ª Divisão 1969.
Note:
Tre punti a vittoria, due a pareggio, uno a sconfitta.

#### Play-off zona norte

##### Primo turno
| Squadra 1         | Totale | Squadra 2 | Gara 1 | Gara 2 | Gara 3 |
| ----------------- | ------ | --------- | ------ | ------ | ------ |
| Infante de Sagres |        | ?         |        |        |        |
| Carvalhos         |        | ?         |        |        |        |
| Académica         |        | ?         |        |        |        |
| Porto             |        | ?         |        |        |        |

##### Secondo turno
| Squadra 1         | Totale | Squadra 2 | Gara 1 | Gara 2 | Gara 3 |
| ----------------- | ------ | --------- | ------ | ------ | ------ |
| Académica         |        | Porto     |        |        |        |
| Infante de Sagres |        | Carvalhos |        |        |        |

##### Terzo turno
| Squadra 1 | Totale | Squadra 2 | Gara 1 | Gara 2 | Gara 3 |
| --------- | ------ | --------- | ------ | ------ | ------ |
| Carvalhos |        | Marítimo  |        |        |        |
| Porto     |        |           |        |        |        |

### Zona Sul

#### Regional do Leiria
|  | Pos. | Squadra    | Pt | G | V | N | P | GF | GS | DR |
|  | ---- | ---------- | -- | - | - | - | - | -- | -- | -- |
|  | 1.   | Marinhense | ?  |   |   |   |   |    |    |    |
|  | 2.   | Turquel    | ?  |   |   |   |   |    |    |    |

Legenda:
  Qualificato ai play-off.
Note:
Tre punti a vittoria, due a pareggio, uno a sconfitta.

#### Regional do Lisbona
|  | Pos. | Squadra               | Pt | G  | V  | N | P  | GF | GS  | DR  |
|  | ---- | --------------------- | -- | -- | -- | - | -- | -- | --- | --- |
|  | 1.   | Benfica               | 58 | 22 | 15 | 6 | 1  | 96 | 41  | +55 |
|  | 2.   | CUF Barreiro          | 56 | 22 | 15 | 4 | 3  | 73 | 37  | +36 |
|  | 3.   | Parede                | 50 | 22 | 12 | 4 | 6  | 61 | 47  | +14 |
|  | 4.   | Paço de Arcos         | 49 | 22 | 11 | 5 | 6  | 80 | 46  | +34 |
|  | 5.   | Campo de Ourique      | 48 | 22 | 10 | 6 | 6  | 92 | 62  | +30 |
|  | 6.   | Sporting CP           | 45 | 22 | 9  | 5 | 8  | 55 | 60  | -5  |
|  | 7.   | Oeiras                | 45 | 22 | 9  | 5 | 8  | 75 | 61  | +14 |
|  | 8.   | Sintra                | 41 | 22 | 9  | 1 | 12 | 71 | 79  | -8  |
|  | 9.   | Juventude Salesiana   | 39 | 22 | 6  | 5 | 11 | 49 | 65  | -16 |
|  | 10.  | Cascais               | 38 | 22 | 6  | 4 | 12 | 55 | 74  | -19 |
|  | 11.  | Alges                 | 32 | 22 | 6  | 0 | 16 | 50 | 92  | -42 |
|  | 12.  | Juventude Azeitonense | 24 | 22 | 1  | 1 | 20 | 31 | 124 | -93 |

Legenda:
  Qualificato alla fase finale del campeonato metropolitano.
  Qualificato ai play-off.
      Retrocesse in 2ª Divisão 1969.
Note:
Tre punti a vittoria, due a pareggio, uno a sconfitta.

#### Campeonato Insulares
|  | Pos. | Squadra     | Pt | G | V | N | P | GF | GS | DR |
|  | ---- | ----------- | -- | - | - | - | - | -- | -- | -- |
|  | 1.   | Marítimo    | ?  |   |   |   |   |    |    |    |
|  | 2.   | Santa Clara | ?  |   |   |   |   |    |    |    |

Legenda:
  Qualificato alla fase finale del campeonato metropolitano.
Note:
Tre punti a vittoria, due a pareggio, uno a sconfitta.

#### Play-off zona sul

##### Primo turno
| Squadra 1        | Totale | Squadra 2 | Gara 1 | Gara 2 | Gara 3 |
| ---------------- | ------ | --------- | ------ | ------ | ------ |
| Marinhense       |        | Parede    | 0 - 12 |        |        |
| Campo de Ourique |        | Turquel   |        |        |        |
| CUF Barreiro     |        |           |        |        |        |
| Paço de Arcos    |        |           |        |        |        |

##### Secondo turno
| Squadra 1    | Totale | Squadra 2        | Gara 1 | Gara 2 | Gara 3 |
| ------------ | ------ | ---------------- | ------ | ------ | ------ |
| Parede       |        | Campo de Ourique | 1 - 0  | 3 - 5  |        |
| CUF Barreiro |        | Paço de Arcos    | 5 - 1  | 2 - 1  |        |

##### Terzo turno
| Squadra 1        | Totale | Squadra 2   | Gara 1 | Gara 2 | Gara 3 |
| ---------------- | ------ | ----------- | ------ | ------ | ------ |
| Campo de Ourique |        | Santa Clara |        |        |        |
| CUF Barreiro     |        |             |        |        |        |

### Fase finale campeonato metropolitano
|  | Pos. | Squadra          | Pt | G  | V  | N | P | GF | GS | DR  |
|  | ---- | ---------------- | -- | -- | -- | - | - | -- | -- | --- |
|  | 1.   | Benfica          | 23 | 14 | 10 | 3 | 1 | 50 | 38 | +12 |
|  | 2.   | Porto            | 19 | 14 | 9  | 1 | 4 | 39 | 22 | +17 |
|  | 3.   | Valongo          | 19 | 14 | 8  | 3 | 3 | 29 | 20 | +9  |
|  | 4.   | Campo de Ourique | 14 | 14 | 6  | 2 | 6 | 37 | 37 | 0   |
|  | 5.   | Carvalhos        | 11 | 14 | 5  | 1 | 8 | 28 | 34 | -6  |
|  | 6.   | CUF Barreiro     | 10 | 14 | 5  | 0 | 9 | 29 | 42 | -13 |
|  | 7.   | Espinho          | 9  | 14 | 3  | 3 | 8 | 26 | 41 | -15 |
|  | 8.   | Parede           | 7  | 14 | 4  | 1 | 9 | 23 | 37 | -14 |

Legenda:
      Vince il campeonato metropolitano e ammessa alla fase finale.
Note:
Due punti a vittoria, uno a pareggio, zero a sconfitta.

## Fase finale

### Classifica
|  | Pos. | Squadra                | Pt | G | V | N | P | GF | GS | DR  |
|  | ---- | ---------------------- | -- | - | - | - | - | -- | -- | --- |
|  | 1.   | Benfica                | 16 | 6 | 4 | 2 | 0 | 20 | 5  | +15 |
|  | 2.   | Clube Ferroviário      | 14 | 6 | 2 | 4 | 0 | 8  | 6  | +2  |
|  | 3.   | Porto                  | 11 | 6 | 2 | 1 | 3 | 6  | 7  | -1  |
|  | 4.   | Sport Luanda e Benfica | 7  | 6 | 0 | 1 | 5 | 6  | 22 | -16 |

Legenda:
      Campione del Portogallo e ammessa alla Coppa dei Campioni 1968-1969.
Note:
Due punti a vittoria, uno a pareggio, zero a sconfitta.

### Risultati
| Andata (1ª) | Andata (1ª) | Prima giornata                           | Ritorno (4ª) | Ritorno (4ª) |
|             |             |                                          |              |              |
| 21 nov.     | 0-1         | Porto-Benfica                            | 1-3          | 25 nov.      |
| 21 nov.     | 1-2         | Sport Luanda e Benfica-Clube Ferroviário | 2-2          | 25 nov.      |

| Andata (2ª) | Andata (2ª) | Seconda giornata               | Ritorno (5ª) | Ritorno (5ª) |
|             |             |                                |              |              |
| 22 nov.     | 7-0         | Benfica-Sport Luanda e Benfica | 7-2          | 26 nov.      |
| 22 nov.     | 0-0         | Clube Ferroviário-Porto        | 2-1          | 26 nov.      |

| \| Andata (3ª) \| Andata (3ª) \| Terza giornata \| Ritorno (6ª) \| Ritorno (6ª) \| \| \| \| \| \| \| \| 23 nov. \| 1-1 \| Clube Ferroviário-Benfica \| 1-1 \| 27 nov. \| \| 23 nov. \| 2-1 \| Porto-Sport Luanda e Benfica \| 4-0 \| 27 nov. \| |             |                              |              |              |
| Andata (3ª) | Andata (3ª) | Terza giornata               | Ritorno (6ª) | Ritorno (6ª) |
| |             |                              |              |              |
| 23 nov. | 1-1         | Clube Ferroviário-Benfica    | 1-1          | 27 nov.      |
| 23 nov. | 2-1         | Porto-Sport Luanda e Benfica | 4-0          | 27 nov.      |